# De lingua Latina
De lingua Latina ('Over de Latijnse taal') is een grammaticaal traktaat van Marcus Terentius Varro uit  47-45 voor Christus. Het behandelt fundamentele taalkundige begrippen, die worden toegepast op het Latijn. Het is dus geen typische grammatica.

## Over de auteur
Marcus Terentius Varro (116-27 v.Chr.) was een Romeinse geleerde en schrijver, afkomstig uit Rieti (Latium). Varro wijdde zijn leven aan de studie van uiteenlopende disciplines en beschikte tevens over een uitgebreide kennis van zowel de Griekse als de Latijnse literatuur. In Rome kreeg hij colleges van de beroemde Lucius Aelius Stilo, tevens leermeester van Cicero. Daarna studeerde hij in Griekenland filosofie onder de leiding van Antiochus van Ascalon. Hij leefde in de zogenaamde ‘gouden eeuw’ van de Romeinse literatuur, en onder zijn tijdsgenoten figureren beroemde figuren zoals Vergilius, Caesar en Cicero.
Opmerkelijk is dat Varro in zijn werk geen tijdgenoten citeert, ook al was hij niet de enige die zich inliet met vraagstukken over de Latijnse taal. Na een woelige politieke carrière als senator, waarbij hij aan het kortste eind trok door de kant van Pompeius te kiezen, trok hij zich terug op zijn landgoederen in Cumae en Tusculum, om zich de rest van zijn leven voor de studie te engageren. Varro liet een omvangrijk oeuvre na dat hem al tijdens zijn leven roem bracht, hoewel slechts een fractie bewaard is gebleven. Hij schreef onder andere over de landbouw, taalkunde, geschiedenis van Rome, geografie, recht, retoriek, filosofie, wiskunde en astronomie, opvoeding en verschillende aspecten van de literatuur. Daarvan is naast De lingua Latina slechts één werk bewaard: De Re Rustica ('Over de landbouw').
Naast zijn werk aan de lingua Latina schreef Varro ook diverse andere grammaticale traktaten, die in drie perioden kunnen worden onderverdeeld. In de vroegste periode richtte Varro zich voornamelijk op specifieke onderwerpen, zoals het alfabet en de relatie tussen het Latijn en het Grieks. In de tweede periode, waaronder ook de lingua Latina valt, behandelde hij aspecten zoals spelling, accentuering, metrum en stijl. Uit de laatste periode is alleen een educatief werk bekend, waarin Varro op didactische wijze de verschillende aspecten van de Latijnse taal uiteenzet.

## Inhoud
Omdat Varro de linguïstische fenomenen van het Latijn wil blootleggen, richtte hij zich op het achterhalen van de onderliggende processen van taal in het algemeen. Hij onderscheidt drie grote delen in het werk, in overeenstemming met de aard van de Latijnse taal:
1. De naamgeving van woorden
  - Boek I: opdracht aan Cicero en inleiding
  - Boeken II-IV: verschillende principes van etymologie
  - Boeken V-VII: voorbeelden van etymologie, toegepast op de verschillende domeinen van de Latijnse woordenschat
2. Aanpassingen aan de vorm van originele woorden = declinatio
  - Boeken VIII-X: analogie en anomalie in taal
  - Boeken XI-XIII: voorbeelden van analogie
3. Het samenbrengen van woorden om een betekenis uit te drukken = syntaxis
  - Boeken XIV-XXV: het samenbrengen van woorden, volgens de Stoïcijnse analyse van preposities

### Etymologie
In de oudheid had etymologie een andere betekenis dan de hedendaagse, die de herkomst van woorden probeert te vinden, terwijl de antieke schrijvers de focus legden op het achterhalen van de oorspronkelijke vorm van een woord. Daarbij probeerden de antieke taalkundigen vooral te kijken naar de relatie van het woord met soortgelijke woorden. Net zoals een vader en een zoon herkenbare gelaatskenmerken delen, delen woorden volgens deze benadering ook vormelijke kenmerken met elkaar. Varro onderscheidt in dit verband vier belangrijke processen: toevoeging, verlies, verandering van plaats en afwisseling van letters of lettergrepen. Zijn focus ligt daarbij voornamelijk op de structuur en opbouw van woorden. Deze visie op etymologie is gebaseerd op een rationele opvatting van taal, waarin taal wordt gezien als een getrouwe weerspiegeling van zowel gedachten als de werkelijkheid.

### Analogie
Wanneer een taalkundig proces gedreven wordt door analogie, ontstaat dit uit een verlangen naar gelijkheid, wat leidt tot meer consistentie in de taal. Varro's visie komt sterk overeen met de ideeën die in de dialogen van Plato worden verkondigd: het proces van naamgeving is onregelmatig, omdat het door de mens wordt bepaald, maar de uiteindelijke regelmaat die zichtbaar wordt in de verbuigingen van de naamwoorden en de vervoegingen van de werkwoorden, wijzen op de kracht van regelmaat in taal. Zoals ook in de antieke etymologie naar voren komt, is het deze regelmaat die ervoor zorgt dat gelijkaardige zaken dezelfde stam krijgen. Evenzo worden woorden die eindigen op dezelfde kenletters, en die volgens gelijkaardige principes zijn afgeleid (bijv. sodalitas van sodalis en civitas van civis), op dezelfde manier verbogen (bijv. sodalitatis en civitatis). Voor zijn visie op analogie laat Varro zich, zoals hij zelf aangeeft, inspireren door onder andere de taalkundigen van de school van Aristarchus van Samothrace.
Varro bespreekt eveneens het tegenovergestelde van analogie, namelijk anomalie, waarbij hij vooral verwijst naar Krates van Mallos als voorstander van deze stroming. Binnen deze stroming overheerst de overtuiging dat taal naar ongelijkheid neigt, door het veelvuldig gebruik van bepaalde vormen.

### Indeling in de woordklassen
Omdat mensen onderverdeeld zijn in agnationes (‘families’) en gentilitates (‘edele stammen’), voelt Varro de noodzaak om ook zijn woorden te classificeren in ‘families’ of soortgelijke groepen. Daarnaast vermeldt hij dat de Grieken hun oratio hebben onderverdeeld in vier delen, en dat hij, in navolging van hen, ook het Latijn zal indelen in vier groepen. Op die manier maakt hij duidelijk dat hij de analyse van het Grieks probeert toe te passen op het Latijn en dus schatplichtig is aan de Grieken, net zoals waarschijnlijk zijn tijdsgenoten. Hij maakt een eerste indeling van woordklassen op basis van de veranderlijke (bv. avus 'grootvader') of onveranderlijke (bv. cras 'morgen') aard van woorden. Vervolgens maakt hij een onderscheid tussen namen (bv. arbor 'boom') en verbale (bv. amare 'liefhebben) elementen. Binnen deze twee categorieën maakt hij ten slotte een onderscheid tussen ‘eerder’ (bv. homo of 'mens') en ‘later’ (bv. doctus 'geleerd', impliceert dat er iemand moet zijn die geleerd is), waarbij dit niet verwijst naar de afleidende aard van taal, maar naar de semantische aard van de woorden.
Verder in het werk keert Varro terug naar zijn oorspronkelijke indeling van de woorden en verdeelt hij de veranderlijke woorden in op basis van een andere set parameters: naamval en tijdswaarde. Hij maakt vier categorieën:
1. Woorden die een naamval hebben en geen tijdswaarde (bv. rosa 'roos')
2. Woorden die een tijdswaarde hebben en geen naamval (bv. scribit 'hij/zij schrijft')
3. Woorden die zowel een naamval als een tijdswaarde hebben (bv. electo 'aan de uitgekozene')
4. Woorden die geen naamval en geen tijdswaarde hebben (bv. satis 'genoeg')

Voor deze tweede indeling van de woordklassen beroept Varro zich op de autoriteit van Aristoteles, die dezelfde indeling voor de werkwoorden gebruikte. Daarnaast lijkt Varro zich voor deze indeling ook geïnspireerd te hebben op Dion, een Alexandrijnse filosoof, die een indeling maakte in drie categorieën: op basis van naamvallen, tijden, en woorden die geen van beide bevatten. Het is echter niet duidelijk of Varro Dion werkelijk begreep, of dat hij hem enkel noemde om extra autoriteit aan zijn theorie toe te voegen.

### Declinatio
Varro heeft het uitgebreid over de declinatio, oftewel het veranderen van woorden. Volgens hem ligt aan de basis van het Latijn (en taal in het algemeen) slechts een beperkt aantal woorden, die door het proces van declinatio een reeks van nieuwe woorden hebben gevormd. De initiële ‘verzonnen’ woorden zijn dus bewust eenvoudig gehouden, zodat ze makkelijk kunnen worden aangeleerd, terwijl de afgeleide woorden ontelbaar zijn, zodat een spreker precies kan uitdrukken wat hij bedoelt. De aanpassing gebeurt op basis van hun relatie tot de dingen die ze (moeten) benoemen. Zo is de mannelijke naam Terentius aangepast aan de vrouwelijke variant Terentia, of om een onderscheid aan te duiden tussen de dingen die ze benoemen, zoals equus (‘paard’) en eques (‘ruiter’).
Declinatio verwijst de dag van vandaag voor ons vooral morfologische inflectie voor zowel naamwoorden als werkwoorden, maar Varro maakt onderscheid twee betekenissen:
1. Declinatio naturalis: de morfologische verandering van woorden = inflectionele morfologie
2. Declinatio voluntaria: de processen van naamgeving en woordcreatie = derivationele morfologie

Om dit onderscheid te verduidelijken, geeft Varro het voorbeeld van de naamgeving (het proces van impositio) van Romeinse slaven. Hierbij wordt de naam van de eigenaar volgens een bepaald principe afgeleid tot de naam van de slaaf, waarmee zowel het principe van de naamgeving en afleiding als van inflectie worden aangeduid, omdat de naam van de slaaf natuurlijk kan verbogen worden. Varro maakt dit onderscheid om eventuele onregelmatigheden in de taal te elimineren en zo een verzoening te bewerkstellingen tussen aanhangers van de anomalie en de analogie: de voluntaria is onregelmatiger omdat het gestuurd wordt door de voluntas (‘wil’) van één persoon. De natuurlijke verandering anderzijds wordt gestuurd door een noodzakelijke regelmaat. Zodra iemand een patroon tussen woorden heeft ontdekt, kan hij dit toepassen op ontelbaar andere woorden, en daardoor ontelbaar andere woorden creëren.
In de declinatio maakt Varro nog verdere subtypes. Zo kan men van naamwoord het verkleinwoord afleiden, een aanpassing op basis van de grootte (bijv. homunculus van homo), of meervoud, een aanpassing op basis van de hoeveelheid (bijv. homines van homo). Dit subtype heeft betrekking op de zaak als geheel. Een tweede subtype betreft een aanpassing met betrekking tot een deel van de zaak (bijv. mammosae ‘vrouwen met grote borsten’). Een derde subtype heeft betrekking op de relatie van de spreker met het naamwoord, wat verwijst naar de zes verschillende naamvallen. Ook de trappen van vergelijking vormen een apart subtype (bijv. albior van albus). Voor de werkwoorden vermeldt Varro aanpassingen op het gebied van tijd (heden, verleden en toekomst), persoon, actief of passief, en getal.

## Receptie
Varro werd door zijn ‘opvolgers’ vaak geciteerd, maar uit de besprekingen blijkt dat de taalkundige inhoud van zijn werk een mindere indruk had gemaakt op de Romeinse lezers. Hij werd als persoon gedramatiseerd door Aulus Gellius en werd daarna vooral gezien als het bewijs van de discussie over de natuur van taal, tussen de ‘analogisten’ en de ‘anomalisten’. De latere grammatici lazen hem selectief, en citeerden enkel de stukken die hun eigen visies ondersteunden. Na verloop van tijd verdween het werk naar de achtergrond, tot het in 1355 door Giovanni Boccaccio werd ‘ontdekt’. Vanaf dat moment werd zijn werk intensief bestudeerd door de Italiaanse humanisten en speelde het een rol in de ontwikkeling van de taalkundige visies in de Renaissance. Vooral zijn blik op morfologie werd als modern beschouwd en zou daarom toonaangevend blijven vanaf het humanisme. Varro verschilde op dit punt van de Grieken, door een onderscheid te maken tussen inflectie en afleiding van woorden (cf. het huidige onderscheid tussen inflectionele en derivationele morfologie). Ook Varro’s visie op analogie zou een blijvende invloed uitoefenen. Zo zou de analogie een belangrijke rol spelen in de toonaangevende Institutiones grammaticae van Priscianus. Hoewel hij deze visie van Varro overnam, zou Priscianus het onderscheid tussen de inflectie en afleiding van woorden niet behouden.

## Overlevering
Lang niet alle delen van het werk zijn voor ons bewaard gebleven: slechts zes van de originele vijfentwintig boeken werden integraal overgeleverd (boeken 5-10). De rest van de boeken is fragmentarisch overgeleverd door taalkundigen en andere taalkundige werken. In deze overgeleverde delen behandelt Varro een deel van etymologie en analogie. Omdat Varro regelmatig recapituleerde, doemt er een beeld op van wat er in de inmiddels verloren delen werd behandeld. De rest van de informatie kunnen we afleiden uit citaten van onder andere Priscianus of parafrases van Gellius. Ook Sextus Pompeius Festus zou voor enkele van zijn etymologieën leentje buur hebben gespeeld bij Varro.
Het belangrijkste manuscript dat zorgde voor de overlevering was de Codex Laurentius LI. 10, fos 2-34, dat nog steeds toegankelijk is in Florence. Het manuscript werd geschreven in de 11e eeuw in Beneventaans schrift en is het archetype waarop latere manuscripten teruggaan. Deze latere manuscripten kunnen evenwel nuttig zijn om ideeën te vormen over de tekst in passages waar het manuscript moeilijk leesbaar is. De latere manuscripten dateren uit de 15e-16e eeuw. Het Fragmentum Cassinense is wellicht het oudste fragment van De lingua Latina dat tot ons gekomen is. Het stamt uit de 11e eeuw en is afkomstig uit de beroemde abdij van Montecassino.

## Edities
In de 15e en 16e eeuw verschenen er tal van edities van de lingua Latina in onder andere Venetië en Milaan, waarbij de uitgevers het werk van hun voorgangers sterk verbeterden. In de 17e eeuw namen de uitgaven aanzienlijk af. Pas in de 19e eeuw ontstond er een hernieuwde interesse in het werk en zagen wetenschappelijke kritische edities het licht. In 1910 werd een editie in de Teubner-reeks gepubliceerd door Götz en Schöll, gevolgd door een editie in de Loeb-reeks door Roland Grubb Kent, die ook een goede Engelstalige vertaling van het werk biedt. Sinds deze laatste editie werden enkel nog specifieke hoofdstukken door onderzoekers opnieuw uitgegeven, tot Wolfgang D.C. de Melo in 2019 een vernieuwde editie uitbracht. Naast een volledige tekstuitgave en Engelse vertaling voorziet de uitgever ook een uitgebreide inleiding.